# مكتب الشؤون الأهلية
مكتب الشؤون الأهلية هي مؤسسة إدارية وجدت بالتراب العسكري بالجنوب التونسي خلال العهد الاستعماري الفرنسي. وكانت تتركب من ضباط عسكريين، يشرفون على شؤون المناطق التي عينوا عليها، ويعتمدون في ذلك على المؤسسات المحلية. وقد وجدت هذه المكاتب بكل من مدنين ومطماطة وتطاوين وقبلي.